# Kartanosaari (ö i Södra Savolax)
Kartanosaari är en halvö i Finland. Den ligger i sjön Hanhijärvi och i kommunen Sankt Michel i den ekonomiska regionen  S:t Michel och landskapet Södra Savolax, i den södra delen av landet, 220 km nordost om huvudstaden Helsingfors.